# John Campbell (fotbalista, 1869)
John Campbell (19. února 1869, Edinburgh - 8. června 1906, Sunderland) byl skotský fotbalista, který hrál jako útočník, především za Sunderland.

## Hráčská kariéra
John Campbell hrál jako útočník za Renton, Sunderland a Newcastle United.

## Úspěchy
Sunderland
- Anglická liga: 1891–92, 1892–93, 1894–95

Individuální
- Král střelců anglické ligy: 1891–92, 1892–93, 1894–95